# Matthias Müller (football)
Pour les articles homonymes, voir Müller et Matthias Müller.
Matthias Müller (né le 18 octobre 1954 à Dresde) est un footballeur international est-allemand. Il participe aux Jeux olympiques d'été de 1980, remportant la médaille d'argent avec l'Allemagne de l'Est.

## Biographie

### En club
Matthias Müller joue principalement en faveur du Dynamo Dresde. Il remporte avec cette équipe trois titres de champion de RDA, et une Coupe de RDA. Il dispute avec Dresde 141 matchs en championnat (D1 / D2), inscrivant 18 buts.
Il joue également 10 matchs en Coupe d'Europe des clubs champions, et 12 matchs en Coupe de l'UEFA (un but). Il atteint avec le Dynamo Dresde les quarts de finale de la Coupe de l'UEFA en 1976, puis les quarts de finale de la Coupe d'Europe des clubs champions en 1977, et enfin à nouveau les quarts de finale de la Coupe des clubs champions en 1979.

### En équipe nationale
Il participe aux Jeux olympiques d'été de 1980 organisés à Moscou. Lors du tournoi olympique, il joue quatre matchs. La RDA est battue en finale par la Tchécoslovaquie.

## Palmarès

### équipe de RDA
- Jeux olympiques de 1980 :
  -  Médaille d'argent.

### Dynamo Dresde
- Championnat de RDA :
  - Champion : 1976, 1977 et 1978.
  - Vice-champion : 1979 et 1980.
- Coupe de RDA :
  - Vainqueur : 1977.
  - Finaliste : 1978.